# Georges Demenÿ
Georges Demenÿ   (Douai, 12 de juny de 1850 - 18è districte de París, 26 de desembre de 1917) fou un fotògraf, inventor, cineasta, músic, matemàtic i gimnasta francès d'origen hongarès. Contribuí al desenvolupament de la cronofotografia.
A Paris segueix els cursos de Fisiologia de Étienne-Jules Marey i esdevé el seu ajudant i col·laborador més proper. Ambdós varen crear el 1882 la Station Physiologique on Marey i Demeny fotografien el moviment humà i animal servint-se de seqüències fotogràfiques segons el principis de la Cronofotografia. El 1888 aconsegueixen amb la càmera de Marey impressionar una tira fotogràfica amb diverses imatges. El 1890 comencen a util·litzar el cel·luloide i en els anys següents varen impressionar centenars de pel·lícules.

## Invents
El 1892 inventa el fonoscopi, un aparell per a discs de vidre (de 42 cm. diàmetre) amb sèries d'imatges cronofotogràfiques en cercle que es podien projectar mitjançant una làmpada Molteni. El fonoscopi és molt proper de l'anomenat Schnellseher d'Anschütz i potser impulsat per l'èxit d'aquest inventor alemany, Georges Demenÿ es plantejà la comercialització de la Cronofotografia. El mateix any 1892 funda la Société du Phonoscope amb la intenció de fabricar càmeres en sèrie i vendre-les, el que produeix el rebuig de Marey. Demenÿ Inventà llavors el cronofotògraf i més tard -el 1894- el cronofotògraf que incorpora la lleva d'excèntrica, mecanisme que és emprat en molts projectors. Aquesta darrera aportació per ella sola el fa valer com un dels precursors del Cinema.
El 1894 és acomiadat de la Station Physiologique i es dedica pel seu compte a realitzar escenes per al fonoscopi: Danseuse de French-Cancan, Premiers pas de Bébé, Passage du Train. Louis Lumière el visita i Demenÿ li presenta un projector de lleva d'excèntrica, però Lumière no sembla mostrar interès. El 1895 signa un contracte amb Léon Gaumont que comercialitza el Fonoscopi rebatejat Bioscopi. El 1896 surt a la venda la càmara Biographe que utilitza film de 58mm. sense perforar però que ja llavors quedava obsoleta comparada amb la càmera dels Lumière o la Chronos (més tard denominada Kinetògraf) de 35mm. de de Bedts. Aquests enginys de Demenÿ suposaren un desastre comercial. Malgrat això Gaumont explotà el principi de la lleva d'excèntrica amb gran èxit per a films de 35mm. El 1898 Demenÿ li cedeix els drets d'explotació comercial, abandona el cinema i torna a la seva veritable passió, la gimnàstica, creant nous exercicis que difongué popularment amb la intenció d'incrementar els nivells de salut pública.
Posteriorment els lumieristes i els cercles propers a Marey van negar l'aportació de Demenÿ en els inicis del cinema, però la força de les imatges creades per al Fonoscopi parlen del seu indiscutible impuls als inicis del setè art.

## Textos
- Les bases scientifiques de l'éducation physique (1902)
- Mécanisme et éducation des Mouvements, 2e édition revue et augmentée, Alcan, Paris (1905)
- Les Origines du cinématographe (1909)
- L'école française (1909)
- L'éducation de l'effort (1916)